# Функції маркетингу
Мáркетингові фу́нкції — окремі види або комплекси видів спеціалізованої діяльності, що здійснюються в процесі функціонування підприємства як учасника ринку.
Функції маркетингу конкретні — комплексне дослідження ринку й економічної кон'юнктури, аналіз виробничо-збутових можливостей підприємства, розроблення маркетингової стратегії і програми, проведення товарної, цінової, дистриб'юційної й комунікаційної політики, формування структур маркетингових служб, контроль маркетингової діяльності та оцінка її ефективності.

Орієнтуючись на принципову методологію маркетингу як ринкову концепцію управління і збуту, доцільно вирізнити чотири блоки комплексних функцій, кожний з яких містить у своїй структурі низку підфункцій:
Аналітична функція:
- вивчення ринку як такого;
- вивчення споживачів;
- вивчення фірмової структури ринку;
- вивчення товару;
- аналіз внутрішнього середовища підприємства.

Виробнича функція:
- організація виробництва нових товарів;
- організація матеріально-технічного забезпечення;
- управління якістю та конкурентоспроможністю продукції.

Збутова функція:
- організація системи товароруху;
- провадження цілеспрямованої товарної політики;
- організація сервісу;
- провадження цілеспрямованої збутової політики.

Функція управління:
- планування маркетингової діяльності;
- організація маркетингової діяльності;
- інформаційне забезпечення;
- контроль маркетингової діяльності.

## Аналітична функція
Аналітична функція маркетингу реалізується шляхом використання низки інструментів аналізу ринку і його складових для проведення маркетингових досліджень різних масштабів і цільового спрямування, результат яких — розробка обґрунтованіших маркетингових планів стратегічного, тактичного та оперативного рівня.
Основний зміст аналітичної функції маркетингу — проведення маркетингових досліджень для зниження невизначеності та ризику і прийняття обґрунтованіших маркетингових рішень.
Аналітична функція містить такі складники:
- вивчення ринку як такого;
- вивчення споживачів;
- вивчення фірмової структури ринку;
- вивчення товару;
- аналіз внутрішнього середовища підприємства.

Вивчення ринку як такого — це аналітична робота для вибору з множини потенційних ринків таких, які будуть найпривабливішими для підприємства з огляду на потреби споживачів, потенціал ринку, наявність конкурентів і забезпечення прибуткової діяльності підприємства. Мета вивчення ринку — визначення тих пріоритетних ринків, на які доцільно передусім спрямувати ресурси підприємства та маркетингові зусилля.
Вивчення споживачів має за мету проведення сегментації ринку та визначення цільової групи споживачів, задля якої формується приваблива товарна пропозиція і розробляється програма маркетингу. Таке дослідження ринку створює обізнаність маркетологів щодо соціодемографічних характеристик потенційних покупців, рівня їхньої матеріальної забезпеченості, особливостей бажань, мотивацій і моделей поведінки, що у сукупності дає змогу ефективно впливати на цільову групу та формувати попит на продукцію підприємства.
Вивчення фірмової структури ринку дає змогу визначити контрагентів, які сприятимуть маркетинговій діяльності підприємства (посередники, постачальники) і тих контрагентів, які створюватимуть проблеми і протидіятимуть ефективній маркетинговій діяльності.
Вивчення товару здійснюється для визначення ступеня задоволеності потреб ринку тією товарною пропозицією, яку надають наявні виробники, та визначити напрями її вдосконалення.
Аналіз внутрішнього середовища підприємства передбачає вивчення внутрішнього середовища підприємства для оцінки його відповідності умовам ринку, наявності інструментів адаптації та гнучкості у пристосуванні до змін зовнішнього середовища.

## Виробнича функція
Виробнича функція маркетингу призначена для формування та реалізації інноваційного складника у товарній політиці підприємства через розробку і підтримку програм створення нових товарів і вдосконалення наявних.
Виробнича функція містить такі складники:
- організація виробництва нових товарів;
- організація матеріально-технічного забезпечення;
- управління якістю та конкурентоспроможністю продукції.

Організація виробництва нових товарів спрямована на прийняття і реалізацію рішення про розробку і постановку на виробництво таких нових товарів, продаж яких дасть змогу підвищити рівень задоволеності споживачів пропозицією підприємства, посилить або сформує конкурентну перевагу та забезпечить одержання прибутку. Особлива увага приділяється організації виробництва тих товарів, які спроможні забезпечити споживачам найвищу споживчу цінність, принципово нове задоволення наявних потреб чи задоволення нових потреб.
Організація матеріально-технічного забезпечення коригує з організацією виробництва нових товарів, оскільки, використовуючи маркетинговий і логістичний підходи до ринку ресурсів, можна з меншими витратами часу та коштів організувати матеріально-технічне забезпечення і товарів, що вже виробляються, і нових товарів.
Управління якістю та конкурентоспроможністю продукції має за мету створення конкурентоспроможної пропозиції з огляду на наявну на ринках аналогічну продукцію. Оскільки конкурентоспроможність продукції становить сукупність властивостей товару, яка забезпечує його здатність конкурувати з аналогами на конкурентному ринку в певний період часу, то перед відділом маркетингу постає завдання формувати конкурентоспроможну пропозицію й управляти цією конкурентоспроможністю.

## Збутова функція
Збутова функція маркетингу спрямована на створення ефективної збутової мережі для підтримування конкурентоспроможної пропозиції підприємства та реалізовування її з найбільшою вигодою для підприємства. Ефективне виконання збутової функції маркетингу є досить складним і проблемним завданням, враховуючи масштаби сучасного ринку, просторові й часові перешкоди, наявні на шляху від виробника до кінцевого споживача, необхідність залучення до збуту посередників та ін.
Збутова функція містить такі складники:
- організація системи товароруху (товаропросування);
- впровадження цілеспрямованої товарної політики;
- організація сервісу;
- впровадження цілеспрямованої збутової політики.

Організація системи товароруху — містить усі процеси та процедури, які відбуваються з товарами підприємства від завершення виробництва до початку споживання. Система товароруху забезпечує підприємству створення умов для того, щоб товар був у наявності саме в той час, коли він потрібний, там, де він потрібний, і в тій кількості, в якій він потрібний.
Треба розуміти, що товарорух суттєво впливає на розміри і структуру збутових витрат підприємства, тому ефективно організований товарорух — запорука прибуткової діяльності підприємства.
Впровадження цілеспрямованої товарної політики передбачає певні цілеспрямовані дії з управління товарною пропозицією в збуті продукції, що забезпечують наявність у кожній збутовій точці саме того товарного асортименту, який потребує цільова група споживачів, періодичного його оновлення та вилучення застарілих або неактуальних товарів.
Організація сервісу важлива в тих випадках, коли підприємство пропонує складну технічну продукцію споживчому ринку або організованим споживачам. І в тому, і в іншому разі невід'ємним складником ефективної маркетингової діяльності є організація передпродажного і особливо післяпродажного сервісу, доступного в збутових мережах, який спроможний сформувати прихильність споживачів і є цінним джерелом маркетингової інформації.
Впровадження цілеспрямованої збутової політики передбачає організація і формування збутових мереж, спроможних охоплювати цільовий ринок і швидко і ефективно збувати обсяги продукції, адекватні виробничим потужностям. Збутова політика пов'язана з проблемами залучення посередників, договірними відносинами, визначення форм і типів збуту пропозиції підприємства з огляду на специфіку продукції, умови конкретного цільового ринку та збутову політику конкурентів.

## Функція управління
Управління маркетингом — це систематичний цілеспрямований вплив на маркетингову діяльність через планування, організацію, мотивацію і контроль для досягнення маркетингових цілей підприємства.
Управління маркетингом включає такі складники:
- планування маркетингової діяльності;
- організація маркетингової діяльності;
- інформаційне забезпечення;
- контроль маркетингової діяльності.

Планування маркетингової діяльності має своєю метою встановлення максимально можливої системності маркетингової діяльності підприємства, особливо в межах його довгострокових стратегічних цілей. Водночас керівництво підприємства намагається зменшити ступінь невизначеності і ризику, базуючи планування на результатах маркетингових досліджень, і забезпечити концентрацію ресурсів на обраних пріоритетних напрямах маркетингового розвитку підприємства.
Організація маркетингової діяльності спрямована на формування на підприємстві організаційних структурних одиниць, на які покладається виконання маркетингових функцій. У рамках організації маркетингової діяльності визначається місце структурного підрозділу маркетингу в загальній структурі управління підприємством, його місце в управлінській ієрархії, підпорядкованість і підзвітність. Важливим є формування посадових функцій працівників відділу маркетингу, їхніх повноважень і відповідальності.
Інформаційне забезпечення є запорукою ефективного виконання всіх функцій маркетингу за рахунок оперативної організації інформаційного забезпечення підприємства різноплановою маркетинговою інформацію. Рішення цієї проблеми на сучасному рівні передбачає створення маркетингових інформаційних систем, які полегшують процеси збирання, обробки, аналізу маркетингової інформації та використання її в режимі реального часу.
Контроль маркетингової діяльності спрямовано на вимірювання і оцінку результатів реалізації стратегій, планів і програм, визначення корегувальних дій, що у сукупності забезпечують досягнення маркетингових цілей. Контроль завершує і водночас розпочинає новий цикл планування маркетингової діяльності.